# Jean Schramme
 (mai 2021).
Si vous disposez d'ouvrages ou d'articles de référence ou si vous connaissez des sites web de qualité traitant du thème abordé ici, merci de compléter l'article en donnant les références utiles à sa vérifiabilité et en les liant à la section « Notes et références ».
Jean Schramme (25 mars 1929, Bruges, Belgique - 14 décembre 1988, Rondonopolis, Brésil), surnommé « Black Jack », est un chef de mercenaires belges au Congo ex-belge.

## Biographie
Jean Schramme s'installe à l'âge de dix-huit ans au Congo, où il dirige une plantation. Sous ses ordres, ses employés forment une milice.
Il ne quitte pas le Congo lors de l'indépendance du pays, en 1960. Il s'implique dans les guerres civiles du Congo, avec l'aide de ses miliciens, et abandonne sa plantation.
Ainsi, en 1967, il participe au coup d'État de Moïse Tshombé contre Mobutu, en collaboration avec les mercenaires de Bob Denard. Le putsch est un désastre, les populations de Kinshasa restant fidèles au président. Schramme, qui a rang de colonel dans l'armée katangaise, fait retraite vers l'Est, à Stanleyville (aujourd'hui Kisangani), puis vers Bukavu, à la frontière rwandaise, qu'il occupe le 10 août. Là, son armée composée de cent vingt-trois mercenaires et de six cents gendarmes katangais affronte du 29 octobre au 5 novembre 1967 les troupes de l'Armée nationale congolaise, vingt fois supérieure en nombre, commandée par le général Léopold Massiala. Pliant sous le nombre, manquant de munitions, lachée par Bob Denard, épaulée par des soldats katangais complètement épuisés, l'armée de Schramme se replie au Rwanda, où elle est démobilisée.
Schramme et certains de ses compagnons retournent en Belgique le 28 avril 1968.
En 1986, il est condamné par contumace à vingt ans de prison pour l'exécution d'un homme d'affaires, Maurice Quintin. Ses 3 filles mirent presque vingt ans à le faire comparaître pour l'assassinat de leur père. C'est un des compagnons mercenaire de Jean Schramme qui l'a dénoncé à la justice belge à l'époque (1968). Peu après son arrestation, Schramme, malgré ses aveux, aura la possibilité d'échapper à la justice et de s'enfuir au Brésil, d'où il ne sera jamais extradé. Lors de son procès, 19 ans après, il était évident que le sujet était encore « politiquement sensible ». Le colonel Puren, ancien soldat au service des renseignements sud-africains, a rectifié le portrait que Jean Schramme faisait de Maurice Quintin, le traitant d'espion et de traître pour justifier son meurtre.

De toute évidence, deux façons de voir et d'agir s'opposaient au sein du gouvernement belge de l'époque : les personnes plutôt pro-mobutistes et celles plus en faveur de Tshombé. Les filles de Maurice Quintin apprirent grâce au procès que leur père était en fait agent au service du gouvernement belge (pro-tshombiste).

Beaucoup de coloniaux belges en 1968 n'ont pas condamné ce meurtre ou ont pris le parti de Jean Schramme car il avait défendu leurs biens et propriétés dans la région de Bukavu. Ce n'est que lors du procès que l'on a mis en lumière le fait qu'il avait abattu Maurice Quintin d'une balle dans le dos, car il craignait pour sa sécurité et avait acquis l'habitude, du fait de sa position de seul chef militaire belge sur le terrain, d'un certain droit de vie et de mort sur tous.
Schramme meurt en 1988.

## Ouvrages
- Jean Schramme, Le bataillon Léopard (Souvenirs d'un Africain blanc), Robert Laffont, 1969 et J'ai lu L'Aventure aujourd'hui N°A255

## Fiction
- Le personnage de Jean Schramme (joué par  Aladin Reibel)  apparaît dans le téléfilm Mister Bob consacré à la période congolaise du mercenaire français Bob Denard.
- Appelé « Black Jack », le personnage de Jean Schramme apparaît dans le film Jadotville sous les traits de l'acteur sud-africain Gérard Rudolf (en).

## Sources
- Michel Honorin, La fin des mercenaires, 1972, Éditions J'ai lu L'Aventure aujourd'hui N°A234